# Beta-endorfina
Beta-endorfina (βEND) – najbardziej aktywny peptyd opioidowy, składnik proopiomelanokortyny.
Sekwencja: "Tyr Gly Gly Phe Met Thr Ser Glu Lys Ser Gln Thr Pro Leu Val Thr Leu Phe Lys Asn Ala Ile Ile Lys Asn Ala Tyr Lys Lys Gly Glu"
Gamma- i alfa-endorfina poza funkcjami opioidowymi mają właściwości neuropeptydów o szerokim znaczeniu farmakologicznym i wpływie na zachowanie. Właściwości farmakologiczne βEND są bardziej złożone niż pozostałych endogennych opioidów. Peptyd ten nie przekracza bariery krew-mózg. Jeśli chodzi o recepcję, beta-endorfina wiąże się z podobnie wysokim powinowactwem z receptorami opioidowymi:
- MOR (micro opioid receptor)
- DOR (delta opioid receptor)[5][6][7][8]

W podwzgórzu znajduje się niewiele receptorów MOR. Najczęściej występują one w korze czołowej, jądrze półleżącym, skorupie, jądrze ogoniastym i hipokampie. W miejscach tych obserwuje również się mało neuronów zawierających βEND lub ich brak. Włókna β-endorfinowe występują za to często w substancji szarej okołowodociągowej (PAG – periaqueductal gray). Jednocześnie w tym obszarze zachodzi niewielka ekspresja receptora opioidowego MOR.